# Liste der Museen im Landkreis Freising
Die Liste der Museen im Landkreis Freising gibt einen Überblick über aktuelle und ehemalige Museen im Landkreis Freising in Bayern.

## Aktuelle Museen
| Gemeinde             | Name                     | Kurzbeschreibung | gegründet/ eröffnet | Träger                            | Standort                                  | Bild           | Link |
| -------------------- | ------------------------ | --- | ------------------- | --------------------------------- | ----------------------------------------- | -------------- | ---- |
| Freising             | Diözesanmuseum Freising  | Das Museum auf dem Domberg zeigt Objekte aus allen Bereichen kirchlicher Kunst und Kultur von frühchristlichen Werken bis zu zeitgenössischer Kunst. Zudem finden Sonderausstellungen statt.                                                               | 16. Nov. 1974       | Erzdiözese München und Freising   | Ehemaliges Knabenseminar                  | weitere Bilder |      |
| Freising             | Gefängnismuseum          | Die historischen Räume im Alten Gefängnis können im Rahmen einer Führung besichtigt werden. Das Museum erinnert an Folter und Strafvollzug und an die Zauberbubenprozesse zu Beginn des 18. Jahrhunderts.                                                  | Mai 2011            | Altes Gefängnis Freising e. V.    | Altes Gefängnis                           |                |      |
| Freising             | Graben-Museum            | Museum in einem ehemaligen Turm der Stadtbefestigung Freising mit wechselnden Ausstellungen zur Freisinger Geschichte | 1996                | Interessengemeinschaft Bürgerturm | Bürgerturm                                | weitere Bilder |      |
| Freising             | Stadtmuseum              | Das Museum befindet sich seit 1965 im ersten Stock des Asamgebäudes am Marienplatz. Nach einem mehrjährigem Umbau des gesamten Gebäudes wurde es deutlich vergrößert 2024 neu eröffnet und zeigt seitdem auf ca. 750 m² die Geschichte der Stadt Freising. | 1890                | Stadt Freising                    | Asamgebäude                               | weitere Bilder |      |
| Hörgertshausen       | Heimatmuseum             | Die aus Spenden der Bevölkerung entstandene Sammlung veranschaulicht das Leben der Menschen und die bäuerliche Arbeit seit dem 19. Jahrhundert. | 26. Juni 1961       | Gemeinde Hörgertshausen           | !548.5496405511.8640805 48.54964 11.86408 |                |      |
| Kranzberg            | Bronzezeit Bayern Museum | Das Museum informiert über die archäologische Ausgrabung einer bronzezeitlichen Befestigung bei Bernstorf und zeigt Repliken von Gold- und Bernsteinfunden.                                                                                                | 16. Mai 2014        | Gemeinde Kranzberg                | Pantaleonsberg                            | weitere Bilder |      |
| Moosburg an der Isar | Heimatmuseum             | Die heimatkundliche Sammlung umfasst Gegenstände aus der Vor- und Frühgeschichte, der Stadtgeschichte, Handwerk und Gewerbe sowie Landwirtschaft und Volkskunst.                                                                                           | 1937                | Stadt Moosburg a. d. Isar         | Ehemalige Klosterschule am Kastulusplatz  |                |      |
| Moosburg an der Isar | Stalag-Neustadt-Museum   | Die Ausstellung erinnert an das Kriegsgefangenenlager Stalag VII A und veranschaulicht dessen Entwicklung zum Moosburger Stadtteil Neustadt. | Nov. 2017           | Stadt Moosburg a. d. Isar         | Haus der Heimat                           |                |      |

## Ehemalige Museen
| Gemeinde | Name               | Kurzbeschreibung | gegründet/ eröffnet | geschlossen/ aufgelöst | Träger           | Standort | Bild | Link |
| -------- | ------------------ | --- | ------------------- | ---------------------- | ---------------- | -------- | ---- | ---- |
| Freising | Museum im Schafhof | Das Zweigmuseum des Bayerischen Nationalmuseums befasste sich mit der Entwicklung der Landwirtschaft in Bayern seit 1800. | 1994                | 2002                   | Freistaat Bayern | Schafhof |      |      |